# Storia dell'antica Grecia
La storia dell'antica Grecia riguarda gli eventi che caratterizzarono la civiltà sviluppatasi nella Grecia continentale, in Albania, nelle isole del Mar Egeo, sulle coste del Mar Nero e quelle occidentali della Turchia, in Sicilia, nell'Italia meridionale (poi chiamata Magna Grecia), nelle isole del Mediterraneo occidentale di Corsica e Sardegna, nonché sulle coste di Spagna e Francia e, successivamente, dell'Africa settentrionale.
Dal punto di vista cronologico, non esistono date certe e universalmente accettate per l'inizio e la fine del periodo greco antico.
Ufficialmente esso viene fatto iniziare con la data della prima Olimpiade (776 a.C.), anche se alcuni storici propendono per retrodatare l'inizio della storia antica della Grecia verso il 1000 a.C.
La data tradizionale per la fine del periodo greco antico viene generalmente fatta coincidere con la morte di Alessandro Magno, nel 323 a.C., o con l'integrazione della Grecia nella Repubblica romana nel 146 a.C.

## Origini
Neolitico (6800-3300 a.C.)
- Aceramico (6800-6500 a.C.)
- Antico neolitico (6500-5800 a.C.)
- Medio neolitico (5800-5300 a.C.)
- Tardo neolitico I (5300-4800 a.C.)
- Tardo neolitico II (4800-4500 a.C.)
- Neolitico finale (4500-3300/3200 a.C.)

Antica età del bronzo (3200-2000 a.C.)
- Antico cicladico I, antico minoico I, antico elladico I (3200-2800 a.C.)
- Antico cicladico II, antico minoico II, antico elladico II (2800-2300 a.C.)
- Antico cicladico III, antico minoico III, antico elladico III (2300-2000 a.C.)

Media età del bronzo (2000-1600 a.C.)
- Medio cicladico, medio minoico (IB-IIA-IIB-IIIA-IIIB), medio elladico (2000-1600 a.C.)

Tarda età del bronzo (1600-1100 a.C.)
- Tardo cicladico I, tardo minoico I (A-B), tardo elladico I (1600-1500 a.C.)
- Tardo cicladico II, tardo minoico II, tardo elladico II (A-B) (1500-1400 a.C.)
- Tardo elladico IIIA (1400-1300 a.C.)
- Tardo elladico IIIB (1300-1200 a.C.)
- Tardo elladico IIIC (1200-1100 a.C.)

Periodo sub-miceneo (1100/1090-1050/1025 a.C.)

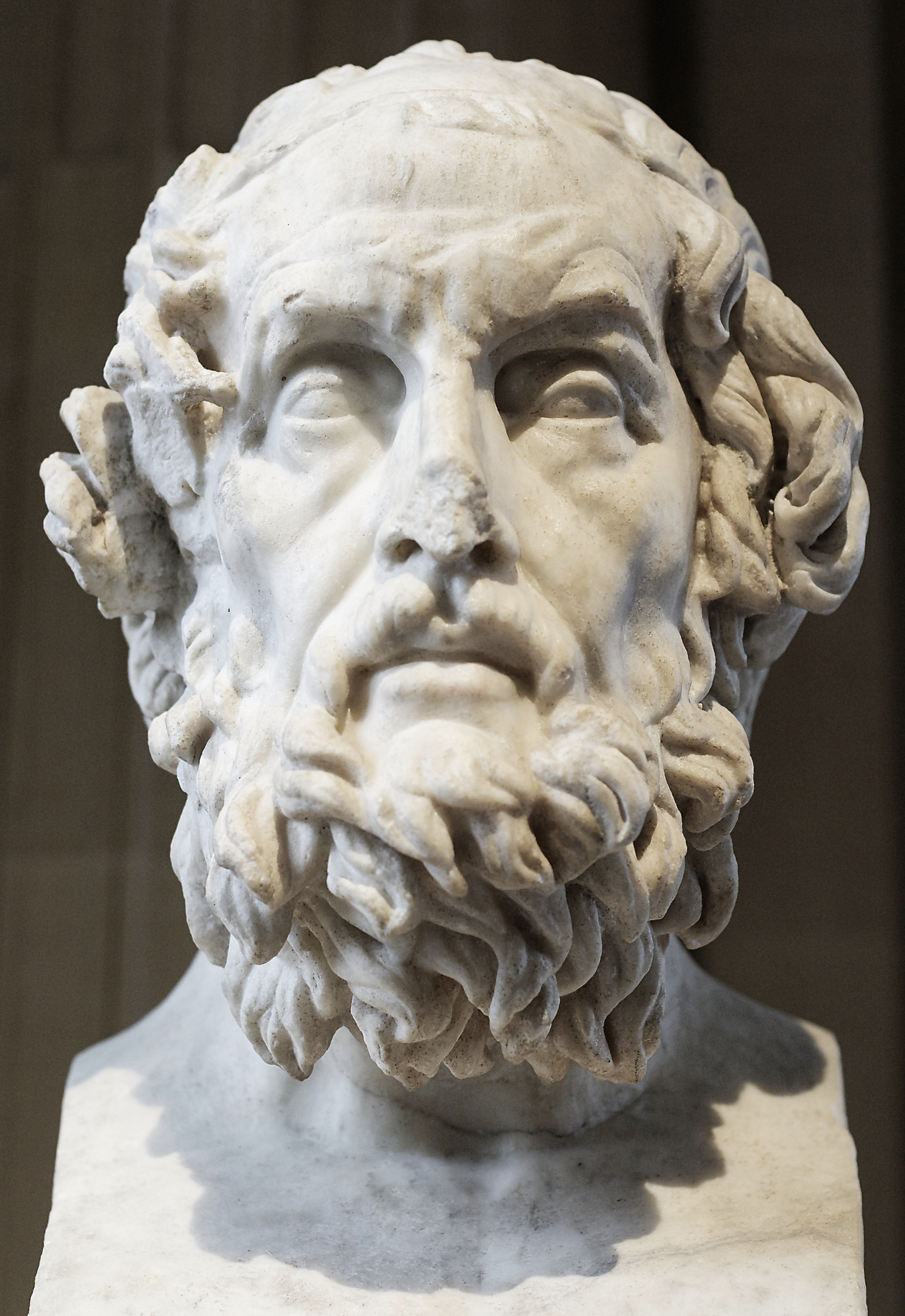
Omero

Inizialmente, si riteneva che i Greci fossero costituiti dalle popolazioni indoeuropee di Achei, Ioni, Eoli e Dori, che, provenienti da nord, sarebbero migrate verso la parte meridionale della penisola balcanica durante la fine del II millennio a.C.. Vi sono, persino, teorie, secondo cui queste popolazioni non siano mai giunte in Grecia, ma si siano evolute in un contesto di un lungo complesso processo storico.
Verso il 1600 a.C., grazie anche all'influsso della civiltà minoica, nelle maggiori città del Peloponneso, della Beozia, della Tessaglia e dell'Attica come Micene, Tirinto, Argo, Tebe e Atene vi fu l'ascesa di una nuova civiltà, quella dei Micenei.
A partire dal 1400 a.C., l'espansione acheo-ionica si rivolse alle isole egee, causando il crollo della civiltà cretese, e più tardi alle coste dell'Anatolia, come testimoniato dall'epopea omerica della Guerra di Troia.
Verso il 1200 a.C. due nuove ondate migratorie, una di incerta origine, i cosiddetti Popoli del Mare, e una dai Balcani di popolazioni indoeuropee, i Dori, posero fine all'egemonia micenea, causando un periodo di decadenza.

## Medioevo Ellenico (XII-IX secolo a.C.) e Alto Arcaismo (IX-VIII secolo a.C.)
Il periodo successivo all'invasione dorica, spesso designato come i "secoli oscuri" della storia greca, fu caratterizzato da una profonda crisi culturale ed economica. Sotto la spinta delle genti settentrionali, i flussi migratori verso le isole dell'Egeo e le coste dell'Anatolia, in cerca di terre coltivabili e di materie prime, portarono ad un progressivo spopolamento di alcune regioni. Fenomeni quali la diminuzione dei commerci, l'abbandono dell'economia di palazzo e l'esclusivo utilizzo dell'agricoltura e dell'allevamento quali risorse economiche, associati alla scomparsa della scrittura e dell'architettura micenea caratterizzarono la fase di transizione tra il II e il I millennio a.C.
Anche dal punto di vista politico si ebbero trasformazioni istituzionali: le piccole comunità indipendenti, le future città-Stato, furono governate da un capo militare, subentrato al re (wanax) miceneo e coadiuvato da un'assemblea di anziani, nobili e proprietari terrieri. Col tempo emersero dinamiche territoriali quali il progressivo abbandono dei palazzi e la conseguente occupazione di nuove mete insediative, come la pianura, caratterizzata da una relativa carenza di centri abitati.
Tuttavia, non si deve pensare che il cosiddetto "Medioevo Ellenico", etichetta tipica della storiografia dell'Ottocento, sia stato per la Grecia un periodo caratterizzato da oscurantismo culturale ed economico. Al contrario, questa fase vide l'emergere di fenomeni che si svilupperanno a tutto tondo a partire dall'VIII secolo a.C. e che sono alla base della creazione della forma istituzionale della polis. Anche se, sulla scorta delle evidenze archeologiche, alcuni studiosi moderni hanno optato per un'ipotesi che vede in questa fase il prevalere della pastorizia sull'agricoltura, attività che prevede forme di vita nomade, sarebbe errato pensare a questa fase di transizione come ad un'epoca di isolamento o di definitiva interruzione dei traffici.
In questo periodo, noto come età del ferro, si assiste alla nascita della produzione di manufatti in ferro, stimolata anche dalla difficile reperibilità di altri metalli più facilmente lavorabili, come stagno e rame, metalli di cui tuttavia la Grecia non dispone se non in minime quantità, necessari anche per la produzione del bronzo.

Gli stili ceramici caratteristici di questo periodo sono il protogeometrico e il geometrico, che propongono motivi antirealistici, particolarmente stilizzati.

Il mondo greco intorno al 550 a.C.

## Medio e tardo arcaismo (VIII-VI secolo)
Verso la fine del IX secolo a.C. si iniziarono ad intravedere le avvisaglie di una progressiva trasformazione politica ed economica che interessò il mondo greco.

Le mutate condizioni socio-economiche, dovute all'incremento demografico, al contatto con le popolazioni ricche e progredite delle isole orientali dell'Egeo e delle coste dell'Asia Minore e a una ripresa degli scambi commerciali, indebolirono lentamente l'istituto monarchico a favore dell'aristocrazia, che nell'VIII secolo a.C. prese il potere in tutta l'area egea.

### Lapolis
Le poleis erano veri e propri centri politici, economici e militari, retti da governi autonomi e indipendenti.
L'agglomerato urbano era costituito dalla città, solitamente circondata da mura, e dal territorio circostante adibito prevalentemente all'agricoltura e all'allevamento. Il centro vitale della polis era l'agorà, sede del mercato e delle assemblee popolari, assieme all'acropoli, luogo fortificato per la difesa dei cittadini e che ospitava il tempio della divinità tutelare.
Secondo alcuni studiosi, la struttura della città-stato, associata alla particolare conformazione geografica del territorio, fu uno dei principali ostacoli all'unità politica greca.
Anche i giochi pubblici contribuirono a rinsaldare l'unità culturale ellenica. Oltre a quelli nemei, istmici e pitici, i più importanti furono i Giochi olimpici in onore di Zeus. Questa manifestazione che si svolgeva ogni quattro anni a Olimpia divenne tanto famosa che la data della prima Olimpiade (776 a.C.) servì da punto di partenza della datazione greca.
Per quanto riguarda la cittadinanza, come ogni società prevalentemente agricola, si estende ai residenti della regione controllata dalla città.

### Colonizzazione greca e contrasti sociopolitici
Tra l'VIII ed il VII secolo a.C. vi fu un fenomeno migratorio che ebbe notevoli ripercussioni sull'assetto sociale, politico ed economico della Grecia arcaica.
Il movimento colonizzatore, causato dai gravi contrasti di classe, dalle guerre tra città e dall'aumento della popolazione, che fece crescere il fabbisogno di terre e materie prime, interessò sia l'area orientale (Tracia e Mar Nero) sia quella occidentale (Italia meridionale, Francia e Spagna).
Ciò determinò anche una lunga serie di conflitti fra le città greche della Sicilia, in particolare Siracusa, e i Cartaginesi, conflitti che si protrassero tra alterne vicende dal 600 al 265 a.C., quando Roma intervenne in aiuto dei Mamertini che controllavano Messina e che erano stati attaccati dal nuovo tiranno di Siracusa, Gerone II, e che successivamente si sentivano costretti dalla presenza cartaginese. Così, Roma divenne il nuovo potere dominante contro la declinante forza delle città greche e contro la supremazia cartaginese nella regione. Infatti, un anno dopo scoppiò la prima guerra punica.
Le conseguenze socioeconomiche della colonizzazione greca furono notevoli: l'espansione e l'incremento degli scambi commerciali e delle attività artigianali e industriali e l'introduzione della moneta favorirono la formazione di una nuova classe di commercianti e industriali, che progressivamente misero in crisi il predominio dell'aristocrazia.
Il mutato assetto sociale ebbe inevitabili ripercussioni politiche, in quanto il ceto medio, presa coscienza della propria forza e della propria importanza, cominciò ad avanzare richieste per una parificazione giuridica con la vecchia aristocrazia.
Tra il VII e il VI secolo a.C. i continui contrasti sociali, acuiti dal malcontento delle classi meno abbienti, portarono da un lato alla codificazione scritta delle leggi, iniziata nelle colonie, dall'altro al sorgere della tirannide.
Così, figure semi-leggendarie di legislatori, quali Zaleuco di Locri, Diocle di Siracusa, Caronda di Catania e Dracone di Atene si affiancarono a uomini ambiziosi e senza scrupoli, come Gelone di Siracusa e Policrate di Samo, che con colpi di Stato si impadronirono del potere in moltissime città greche. Ben presto alcune di queste, come Corinto, Tebe, Sparta e Atene, salirono alla ribalta della scena ellenica, espandendo la propria influenza sulle città limitrofe.
Ad eccezione di Sparta, una polis estremamente conservatrice che rimase per lungo tempo legata alla costituzione di Licurgo e non conobbe, se non in minima parte, rivolgimenti sociali e fenomeni di emigrazione, le altre poleis greche sperimentarono il governo dei tiranni. A Corinto la famiglia dei Bacchiadi, che governava la città, fu rovesciata da Cipselo (657 circa), il quale assunse il titolo di tiranno trasmettendolo al figlio Periandro. A Sicione un certo Ortagora prese il potere (550 circa) e lo trasmise al figlio Clistene. Ad Atene Pisistrato stabilì un governo tirannico che resse la città con fasi alterne per circa trent'anni (561-528 circa), trasmettendo il potere al figlio Ippia. L'elemento che accomuna tutti i tiranni di prima generazione consiste nella loro appartenenza all'esercito e mostra l'importanza dell'apparato militare nella crisi dell'aristocrazia e nell'ascesa dei tiranni.
Alla fine del VI secolo, dopo il rovesciamento della tirannide di Ippia (510), Clistene realizzò una profonda riforma della costituzione ateniese che segnò la nascita della democrazia ad Atene e, in generale, nel mondo (507).
Dagli inizi dell'VIII secolo, la ripresa economica e la reintroduzione della scrittura mediante l'alfabeto fenicio favorirono l'inizio della grande stagione culturale greca. È a quest'epoca che si può far risalire la composizione scritta dell'Iliade, dell'Odissea, delle opere di Esiodo e della poesia lirica di Alcmane, Callino, Stesicoro e Tirteo.
Contemporaneamente, anche la speculazione filosofica iniziò a muovere i primi passi nelle colonie greche orientali ed ebbe tra le figure di spicco pensatori come Talete, Anassimandro, Anassimene, Parmenide ed Eraclito.

## Età classica (V-IV secolo)

### Guerre persiane

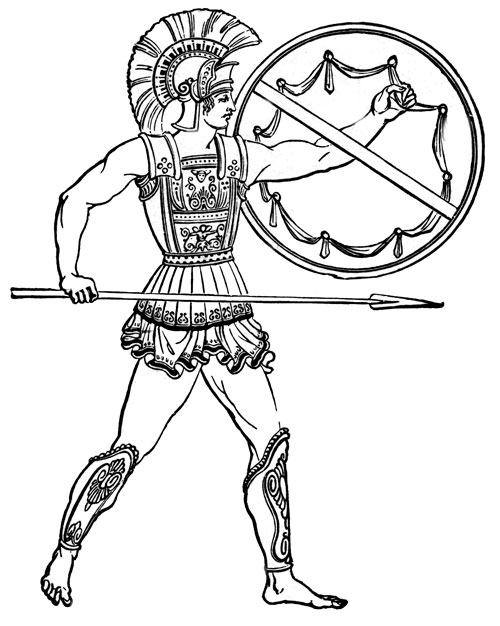
Un guerriero greco

Nella Ionia (la moderna costa egea della Turchia) le città greche, fra cui Mileto e Alicarnasso, si ribellarono al giogo persiano, dando vita alla rivolta ionica (499 a.C.).
Le città rivoltose chiesero aiuto alle grandi poleis della madre patria, ma solo Atene intervenne e con appena venti navi. A queste si unirono cinque vascelli della piccola città di Eretria, situata nell'isola di Eubea.
Pur conseguendo iniziali successi, le forze greche soccombettero a quelle persiane a causa della loro inferiorità. I Persiani, riconquistate tutte le postazioni perdute, cinsero d'assedio Mileto e la rasero al suolo nel 494.
Il Gran Re persiano, Dario I, dopo aver ristabilito la sua supremazia sulle città ribelli d'Asia minore, volse la sua attenzione sulle due poleis che avevano contribuito alla rivolta nei suoi confronti, e inviò suoi emissari per portare la richiesta di "acqua e terra": un atto simbolico di grande effetto che significava la sottomissione totale, per mare e per terra. Alcune città, spaventate, si sottomisero. Atene, intuito il pericolo, chiese aiuto a Sparta, che lo negò, adducendo il pretesto che nella città si stavano celebrando le feste in onore di Apollo, durante le quali era vietato combattere. In realtà, Sparta non volle portare aiuto agli Ateniesi, in quanto gli Spartani erano sempre molto restii nell'abbandonare il proprio territorio ed erano preoccupati che Atene diventasse troppo potente.
Nel frattempo, Dario, approfittando della divisione tra le città greche, inviò una spedizione militare per punire Atene ed Eretria. Nel 490 le truppe persiane, sotto la guida dei comandanti Dati e Artaferne, si mossero verso l'isola di Eubea e conquistarono Eretria. Con essi c'era Ippia, il figlio dell'ex tiranno di Atene Pisistrato cacciato dalla città e che sperava nella vittoria persiana per ristabilire la propria egemonia su di essa.
In seguito, i Persiani sbarcarono in Attica e fu lo stesso Ippia a consigliare al Gran Re di schierare l'esercito nella piana di Maratona, a soli 42 km da Atene: qui, nell'aperta pianura, la famosa cavalleria persiana avrebbe potuto manovrare con facilità. Gli Ateniesi si stanziarono sulle colline che dominavano la piana. I Greci, in 11 000, dopo alcuni giorni di esitazione, si strinsero in falange e portarono per primi l'attacco contro 30 000 Persiani. I primi erano guidati dal nobile Milziade, che in quell'occasione rivestiva la carica di polemarco, un arconte con funzioni militari. Alla fine, morirono solamente duecento Greci e ben seimila Persiani. Secondo la leggenda, la vittoria dei Greci fu annunciata da Fidippide ad Atene.
Dieci anni dopo, il successore di Dario, Serse I di Persia, guidò contro i Greci un grande esercito, il cui numero colpì l'immaginazione dei Greci, non abituati a simili cifre: si diceva che l'esercito di Serse ammontasse a un milione di uomini e che per rifornirsi d'acqua avesse seccato il fiume Scamandro, nella Troade. In realtà, pare più probabile che si aggirasse intorno ai 100 000 soldati, una cifra comunque enorme per le piccole città-Stato greche. 
I Greci stabilirono un primo sbarramento alle Termopili, un passo facile da difendere in caso di inferiorità numerica. Dopo tre giorni di battaglia, i Persiani scoprirono un passaggio che aggirava lo schieramento nemico e presero alle spalle i Greci. Per coprire la ritirata dell'intero esercito, il re spartano Leonida I tenne impegnati i Persiani, sacrificando se stesso e trecento Spartani che preferirono morire piuttosto che fuggire. Superate le Termopili, Serse avanzò verso l'Attica.
Nel frattempo, Temistocle, vista l'impossibilità di sconfiggere via terra l'avanzata persiana, fece evacuare Atene e organizzò una flotta per opporsi a quella persiana. L'esercito di Serse diede alle fiamme Atene, ma la flotta ateniese, forte di 310 navi, impegnò quella persiana, che raggiungeva le 1207 unità, e la sconfisse duramente a Salamina, nel 480. Serse ritornò in Persia, lasciando al comando delle truppe Mardonio, con il compito di riprendere l'offensiva in primavera.
Nel 479, l'esercito greco, comandato dallo spartano Pausania, sconfisse i Persiani a Platea, costringendoli a ritirarsi. Contemporaneamente, una flotta greca comandata dall'ateniese Santippo sconfisse la flotta persiana a Micale. La seconda guerra persiana si concluse effettivamente nel 478, quando i Greci espugnarono la città di Sesto, che costituiva l'ultima piazzaforte persiana in Europa.

### Egemonia di Atene
Dopo la vittoria sui Persiani, nel 477, Atene, consolidata la propria supremazia navale, si fece promotrice dell'istituzione della Lega di Delo o Lega delio-attica, il cui nome deriva dal fatto che inizialmente la sede dove si riunivano le poleis una volta all'anno era sull'isola di Delo, una confederazione di città greche, che aveva per scopo il mantenimento di una marina da guerra per la continuazione della guerra. Sparta, alleata di Atene dai tempi delle guerre persiane, accettò che Atene assumesse il comando della Lega, in quanto allora non era interessata ad esercitare la propria egemonia al di fuori del Peloponneso. Coloro che erano contrari all'alleanza tra le due città e comprendevano che esse avrebbero prima o poi lottato per l'egemonia assoluta sulla Grecia furono giustiziati o esiliati. Lo spartano Pausania fu murato vivo dentro il tempio di Atena Calcieca nel 471 circa, mentre Temistocle fuggì da Atene per non subire la stessa sorte e, dopo lunghi viaggi nel Peloponneso e nello Ionio, nel 465 si recò alla corte del Re Persiano, dove trascorse gli ultimi anni della sua vita.
Nel 466 la Lega delio-attica colse la sua più importante vittoria quando la flotta, al comando di Cimone, sconfisse quella persiana presso il fiume Eurimedonte, in Licia.
Poco dopo, nel 465, l'isola di Taso si ribellò all'egemonia ateniese, ma, dopo un assedio di due anni, fu conquistata da Cimone e riportata all'interno della Lega.

Nel 463 Atene, governata da Cimone, offrì il proprio aiuto agli Spartani per domare la rivolta in Messenia, perché Sparta era stata devastata da un violento terremoto, e in questa occasione i Messeni e gli Iloti cercarono di ribellarsi, ma Sparta rifiutò l'aiuto Ateniese e quest'ultima ne fu molto irritata e ostracizzò Cimone, il quale era stato il maggiore alleato di Sparta e il principale promotore della missione. In conseguenza dell'uscita di scena di Cimone, Atene mutò radicalmente politica estera: strinse alleanza con Argo e i Tessali, i quali erano stati alleati dei Persiani o comunque neutrali ai tempi delle guerre persiane. Questa alleanza portò Atene in rotta di collisione con Sparta, di cui Argo era un'acerrima rivale per l'egemonia nel Peloponneso.

All'esterno Atene impegnò la Lega in una difficile spedizione in Egitto in soccorso di una rivolta locale contro i Persiani, ma l'esito fu disastroso: nel 454 circa le truppe ateniesi furono circondate e totalmente sconfitte dai Persiani. Prendendo a pretesto questa disfatta per rianimare tra i Greci la paura di una nuova invasione persiana, Atene trasferì il tesoro federale dall'isola di Delo al Partenone, rafforzando così la propria egemonia all'interno della Lega.
Intorno al 460 comparve sulla scena ateniese Pericle, capo del partito popolare. La sua azione politica si rivolse verso il rafforzamento delle istituzioni democratiche, alle quali avrebbero potuto accedere anche i cittadini delle classi meno abbienti.
In politica estera accentuò l'egemonia ateniese all'interno della lega di Delo, trasformandola di fatto in un impero coloniale, controllato dalla sua potente flotta.

Nell'età di Pericle la cultura e le arti ebbero un grande sviluppo: vissero in questo periodo i drammaturghi Eschilo, Sofocle, Euripide e Aristofane, i filosofi Socrate e Platone, gli storici Erodoto, Tucidide e Senofonte, il poeta Simonide e lo scultore Fidia.

### Guerra del Peloponneso
La crescita della potenza ateniese entrò presto in conflitto con la Lega peloponnesiaca, guidata da Sparta.
Un primo scontro tra le due città si concluse nel 445 con un pace trentennale, di poco posteriore alla pace di Callia, stipulata tra Atene e la Persia.
Nel 431 iniziò la guerra vera e propria, interrotta dalla pace di Nicia del 421. Questa fase fu caratterizzata dalle annuali invasioni peloponnesiache dell'Attica che avevano l'obiettivo di costringere Atene alla resa, distruggendo le sue campagne e i suoi raccolti. Il progetto spartano fallì perché Atene si riforniva di grano via mare in Eubea e nel Mar Nero. Alle invasioni peloponnesiache gli Ateniesi risposero con sistematiche incursioni lungo le coste del Peloponneso, saccheggiando e devastando le terre degli Spartani e dei loro alleati. Neppure la peste del 430-428, durante la quale morì Pericle, riuscì a piegare Atene. Anzi, nel 425 gli Ateniesi guidati dal demagogo Cleone riuscirono a catturare 292 Spartani, tra cui 120 spartiati (l'élite politica e militare spartana), mettendo in grave difficoltà Sparta. Questa rispose nel 424 inviando nella Calcidica un esercito comandato da Brasida, il quale occupò la città di Anfipoli, che rivestiva un'enorme importanza per Atene per via dei suoi boschi da cui gli Ateniesi traevano il legname per costruire la loro potente flotta. Lo storico Tucidide, allora comandante militare della regione, fu esiliato da Atene per non essere riuscito a difendere Anfipoli dall'attacco spartano. Nel 422 Cleone tentò di riconquistare la preziosa città, ma sia lui sia Brasida caddero in battaglia. Ormai stanche della guerra e private dei loro generali più bellicosi, Atene e Sparta stipularono la pace di Nicia nella primavera del 421, che pose fine alla prima fase della guerra del Peloponneso.
Nel 418, Atene stipulò un'alleanza con le città di Argo, Elea e Mantinea con l'obiettivo di indebolire il controllo spartano sul Peloponneso, ma Sparta sconfisse l'esercito di Atene e Argo nella battaglia di Mantinea. Alla vittoria spartana seguì il rovesciamento del governo democratico di Argo e l'instaurazione di un governo oligarchico filo-spartano, il quale però ebbe vita breve e già nel 417 ad Argo tornarono al potere i democratici, riportando la città sulle sue tradizionali posizioni anti-spartane.
Nel 415 Alcibiade riuscì a convincere gli Ateniesi a compiere un'ambiziosa spedizione in Sicilia con l'obiettivo di rendere tributaria l'isola, rafforzando Atene nei confronti di Sparta e dei suoi alleati. A causa di rivalità interne, appena sbarcato in Sicilia Alcibiade fu richiamato ad Atene per difendersi dall'accusa di aver profanato i sacri Misteri eleusini. Il generale ateniese, anziché consegnarsi alla propria patria per il processo, preferì cercare asilo presso gli Spartani in modo da poter vendicarsi dei suoi oppositori interni che lo avevano costretto all'esilio. Privata del suo comandante più valido, la spedizione ateniese si concluse nel 413 con un totale fallimento: l'esercito fallì l'assedio a Siracusa e fu quasi completamente annientato.
Dopo la sfortunata spedizione ateniese contro Siracusa, numerosi alleati di Atene defezionarono e passarono dalla parte di Sparta. Quest'ultima ottenne inoltre l'alleanza e il prezioso sostegno finanziario del Re di Persia, grazie al quale poté armare una flotta con la quale mise in difficoltà Atene sul mare. Di fronte a questi gravi problemi, nel 411 ad Atene si impose un regime oligarchico che fu però rifiutato dai marinai, di fede democratica, della flotta ateniese di stanza nell'isola di Samo, i quali si proclamarono legittimi rappresentanti di Atene e richiamarono dall'esilio Alcibiade. Sospettato di trattare la resa agli Spartani, il governo oligarchico di Atene fu rovesciato ai primi del 410 e fu restaurata la democrazia. Nonostante la distruzione del suo esercito in Sicilia, Atene riuscì ad armare nuovamente una flotta agguerrita con cui inflisse anche pesanti sconfitte agli Spartani, come nella battaglia di Cizico, nel 410, nella quale cadde anche il comandante spartano Mindaro.
Nel 407 a Nozio, in Ionia, il generale spartano Lisandro sconfisse la flotta ateniese di Antioco, un luogotenente al quale Alcibiade aveva ordinato di non scontrarsi cogli Spartani. Pur avendo disobbedito ad un ordine di Alcibiade, quest'ultimo fu ritenuto responsabile della sconfitta ed esiliato definitivamente. Nel 406 Atene vinse la flotta spartana presso le Isole Arginuse, ma gli otto comandanti ateniesi furono accusati di aver abbandonato i naufraghi e pertanto giustiziati; per via di lotte intestine, la città si privò in questo modo di un collegio di generali vittoriosi, di cui in quel momento aveva un disperato bisogno.
Nel 405 Lisandro sorprese la flotta ateniese presso Egospotami, sui Dardanelli, e la distrusse completamente. In seguito alla sconfitta subita, Atene fu assediata e nel 404 fu occupata dagli Spartani, che vi instaurarono il governo oligarchico dei trenta tiranni. Sparta impose inoltre la distruzione delle Lunghe Mura che congiungevano Atene al Pireo, lo scioglimento della Lega delio-attica e l'ingresso di Atene nella Lega peloponnesiaca. Pochi mesi dopo si arrese anche l'isola di Samo, ultima roccaforte ateniese nell'Egeo, e la guerra poté dirsi conclusa.
L'anno seguente, nonostante la grave crisi istituzionale ed economica, il regime democratico fu restaurato sotto la guida di Trasibulo di Stiria.

## Egemonia di Sparta e Tebe

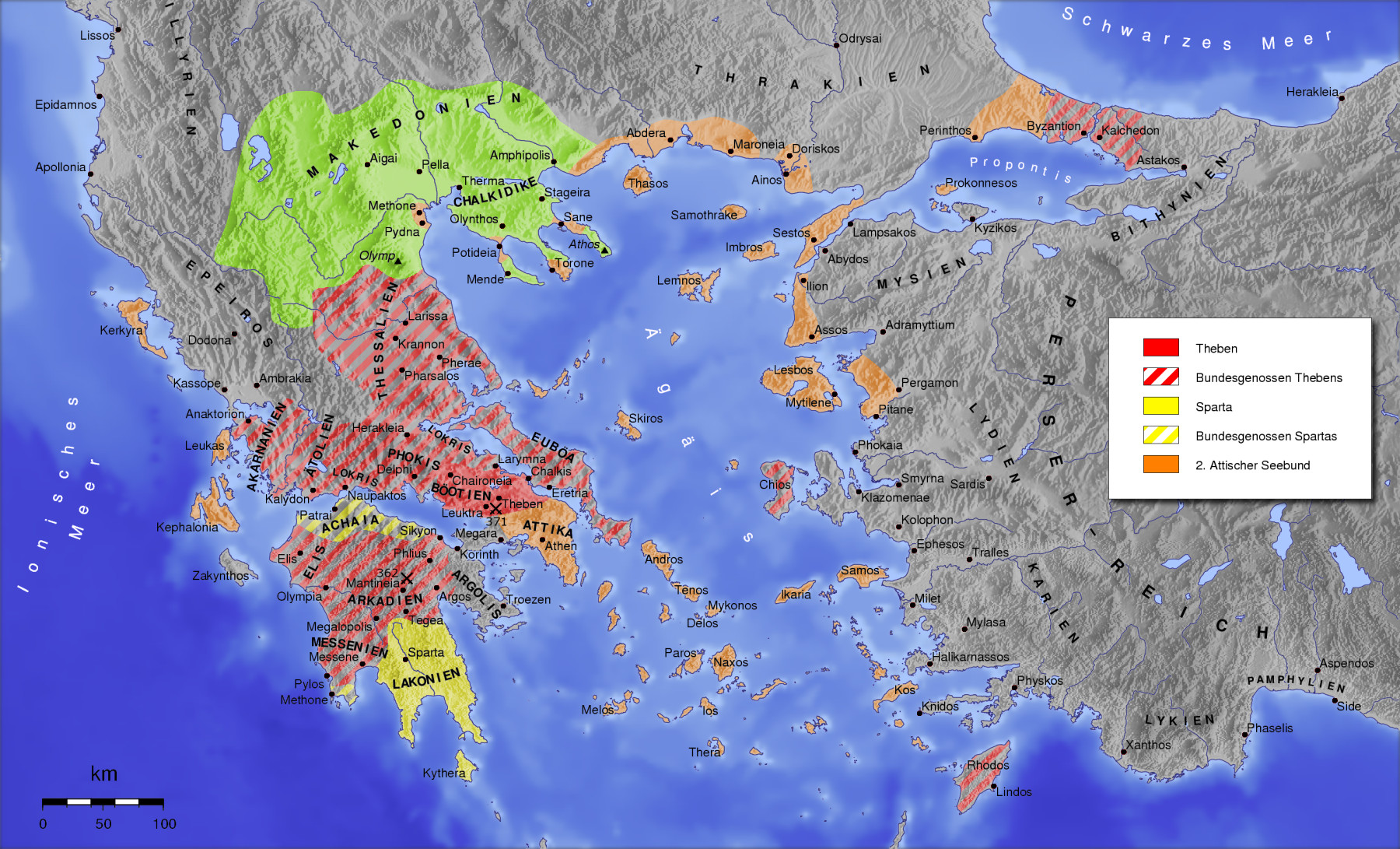
La Grecia nel IV secolo

La fine della guerra peloponnesiaca lasciò Sparta, che poteva contare sull'appoggio persiano, padrona della Grecia.
La supremazia spartana fu, tuttavia, di breve durata, a causa del malcontento delle altre città per la politica filo-persiana e per i contrasti sociopolitici interni.
Nel 401 Sparta inviò in Asia un corpo di 13 000 mercenari per sostenere Ciro il Giovane nel suo tentativo di rovesciare il fratello Artaserse II e salire così sul trono imperiale. Nella Battaglia di Cunassa Ciro, sebbene l'esercito mercenario ne fosse uscito vincitore, fu ucciso. I mercenari greci compirono un'avventurosa ritirata in Grecia narrata da Senofonte nell'Anabasi. L'aiuto concesso da Sparta al ribelle Ciro fornì il pretesto al Re Artaserse II per rivendicare la sovranità sulle città greche dell'Asia Minore.
Sparta rispose inviando un esercito sotto il comando del re Agesilao con il compito di difendere la libertà delle poleis asiatiche. Il Re sfruttò l'insofferenza delle città greche verso l'egemonia spartana e inviò loro del denaro per finanziare una guerra contro Sparta in modo che quest'ultima fosse costretta a ritirarsi dall'Asia Minore.

Il mondo greco intorno al 350 a.C. dopo la colonizzazione siracusana dell'Adriatico

Nell'estate del 395 scoppiò la guerra in Grecia e Tebe, aiutata da Atene, sconfisse ad Aliarto Lisandro, che morì sul campo. In seguito a tale vittoria, si formò un'alleanza tra Tebe, Atene, Argo e Corinto in funzione antispartana e, dal momento che la sede della lega era Corinto, il conflitto fu detto guerra corinzia.
La guerra, dopo alterne vicende, si concluse nella primavera del 387, con la "pace del re" o trattato di Antalcida, le cui clausole sancivano il dominio persiano sulle città dell'Asia minore e l'autonomia delle città greche della madrepatria. Sparta, che pure era designata come la paladina di tale pace, ne approfittò per rafforzare la propria egemonia sulle altre poleis.
Nel 385 distrusse Mantinea, mentre nel 382 occupò proditoriamente la rocca Cadmea di Tebe imponendo un regime filo-spartano. Nel 379 un gruppo di esuli tebani, tra i quali Pelopida, rovesciò il regime filo-spartano e instaurò la democrazia a Tebe, stringendo alleanza con Atene.
Nel 378 lo spartano Sfodria tentò senza successo di occupare Atene con un blitz notturno, ma fu scoperto. L'incidente spinse Atene e Tebe a dichiarare guerra a Sparta. Nella primavera del 377 Atene fondò la Seconda lega delio-attica in funzione anti-spartana e tornò ad essere una potenza navale.
Nel 376 il generale Cabria sconfisse la flotta spartana a Nasso, liberando Atene dal blocco navale nemico; l'anno dopo, nel 375, il generale Timoteo sconfisse nuovamente la flotta spartana ad Alizia, cancellando definitivamente la flotta spartana.
Nel frattempo, l'ascesa di Tebe preoccupò Atene, al punto da spingerla a riavvicinarsi ad una Sparta ormai indebolita. La distruzione di Platea ad opera dei Tebani (373) inimicò definitivamente Atene e Tebe.
Nel giugno del 371 le parti in conflitto si riunirono a Sparta per una conferenza di pace, ma Tebe pretese di giurare (oggi diremmo "firmare") in nome di tutta la Beozia, in chiara violazione della Pace del Re, che stabiliva il principio dell'autonomia delle poleis. Ne seguì un nuovo conflitto tra Sparta e Tebe, che si concluse con la sconfitta spartana nella battaglia di Leuttra (luglio 371).
Il risultato della battaglia sancì la fine della supremazia di Sparta, costretta a sciogliere la Lega peloponnesiaca, e l'affermazione di Tebe come potenza egemone in Grecia. Atene si schierò apertamente con Sparta per contenere l'ascesa di Tebe.
Negli anni seguenti, sotto la guida del generale Epaminonda, i Tebani invasero più volte il Peloponneso: nell'inverno 370/369 assediarono la stessa Sparta senza riuscire ad occuparla, mentre nell'estate del 369 staccarono la Messenia dalla Laconia, infliggendo un durissimo colpo alla potenza di Sparta che, da quasi quattro secoli, dominava la Messenia. Nel 367 Epaminonda riuscì per breve tempo ad ottenere l'alleanza dell'Acaia, sottraendo la regione all'influenza spartana, ma in seguito l'arroganza tebana portò alla rottura dell'alleanza.
Contemporaneamente, il generale Pelopida rafforzò l'egemonia di Tebe in Tessaglia, combattendo contro il tiranno Alessandro di Fere. L'egemonia tebana durò fino a quando furono vivi i due generali. Pelopida cadde nella battaglia di Cinocefale (364), mentre Epaminonda invase nuovamente il Peloponneso nel 362 e morì nella battaglia di Mantinea, malgrado si fosse rivelata una vittoria per Tebe sull'alleanza tra Ateniesi e Spartani.
Come rileva Senofonte, dopo tale battaglia in Grecia si verificò tutt'altro che un consolidamento dell'egemonia di Tebe, vincitrice almeno sulla carta, ma aumentò solamente la confusione nelle relazioni diplomatiche, in quanto nessuna polis era più in grado di emergere sulle altre, mancando i due generali Pelopida e Epaminonda che fino a quel momento ne avevano deciso indirettamente l'andamento diplomatico.

## Ascesa della Macedonia
Il Regno di Macedonia si estendeva a nord della penisola greca, su un territorio prevalentemente montuoso. Sottoposto all'influenza di Tebe, nel 368 aveva dovuto consegnare ostaggi alla città beotica, tra i quali vi era il giovane Filippo, erede al trono. Nel 360, con l'uccisione del re macedone Perdicca III da parte degli Illiri, Filippo divenne re.

Egli si dedicò con grande cura in particolare all'addestramento dell'esercito; da ricordare l'organizzazione della falange, una schiera di fanti armati con lunghe lance (chiamate sarisse), erede delle tattiche di guerra tebane che Filippo aveva avuto modo di conoscere mentre era ostaggio.
In quel periodo Tebe era ancora la città più potente in Grecia, seppur privata dei suoi più validi comandanti. Atene era impegnata nella guerra sociale contro i ribelli della Seconda Lega Navale, mentre Sparta si era ritirata in un orgoglioso isolamento.

Dopo essere entrato in urto con Atene, nel 357, per la conquista di Anfipoli, una città di cui gli Ateniesi rivendicavano il possesso, Filippo intervenne nella terza guerra sacra scoppiata nel 356 tra Tebe e i Focesi. Dopo aver sconfitto questi ultimi nel 352, Filippo era pronto ad oltrepassare le Termopili ed entrare nella Grecia vera e propria, ma trovò il passo sbarrato dagli Ateniesi e preferì ritirarsi. Presa coscienza della pericolosità di Filippo, ad Atene si formò un "partito" ostile alla Macedonia che trovò la propria guida in Demostene che a partire dal 352 si fece promotore di una politica estera più aggressiva che doveva arginare l'espansione della Macedonia. All'oratore ed ai suoi sostenitori si contrappose un "partito" filomacedone capeggiato da Eschine, il quale propugnava invece l'alleanza di Atene con Filippo.
Nel 348 Filippo eliminò una potente rivale della Macedonia radendo al suolo la città di Olinto, che fino ad allora esercitava l'egemonia sulla penisola Calcidica. Esauste per la guerra sacra, le parti in conflitto stipularono, nel 346, la Pace di Filocrate, con la quale Filippo divenne tago di Tessaglia e membro dell'Anfizionia di Delfi, acquisendo un notevole potere in Grecia.
Il potere esercitato da Filippo sulla parte settentrionale dell'Ellade destava non poche preoccupazioni in Atene, dove Demostene con le sue famose orazioni (tra cui le 4 famose Filippiche che sono diventate l'invettiva per antonomasia) metteva in guardia contro la supremazia macedone sul territorio greco.
Nel 343 Filippo sottomise anche la Tracia, alleata di Atene, mentre nel 340, durante l'assedio alle città di Perinto e Bisanzio, catturò alcune navi che trasportavano grano ad Atene. L'incidente determinò la rottura della pace e la dichiarazione di guerra. Demostene riuscì, nel 339 a creare una coalizione di poleis guidata da Atene e Tebe per porre fine all'egemonia macedone e riconquistare le terre cadute in mano a Filippo.
Nell'estate del 338 Filippo avanzò in Beozia e sconfisse l'armata greca nella battaglia di Cheronea. Tebe dovette accogliere una guarnigione macedone nella rocca Cadmea, mentre Atene, pur evitando l'occupazione militare, dovette stringere alleanza con la Macedonia e sciogliere la sua Lega Navale. L'anno seguente, il 337, nel congresso di Corinto, Filippo creò la Lega di Corinto, un'alleanza tra la Macedonia e le poleis greche, eccetto Sparta, la quale aveva lo scopo di allestire una spedizione contro la Persia, il tradizionale nemico della Grecia. Tuttavia, l'anno dopo, nel 336, prima che la spedizione partisse, Filippo fu ucciso in un attentato ed il trono passò al figlio Alessandro che aveva solo vent'anni.

## Conquiste di Alessandro Magno

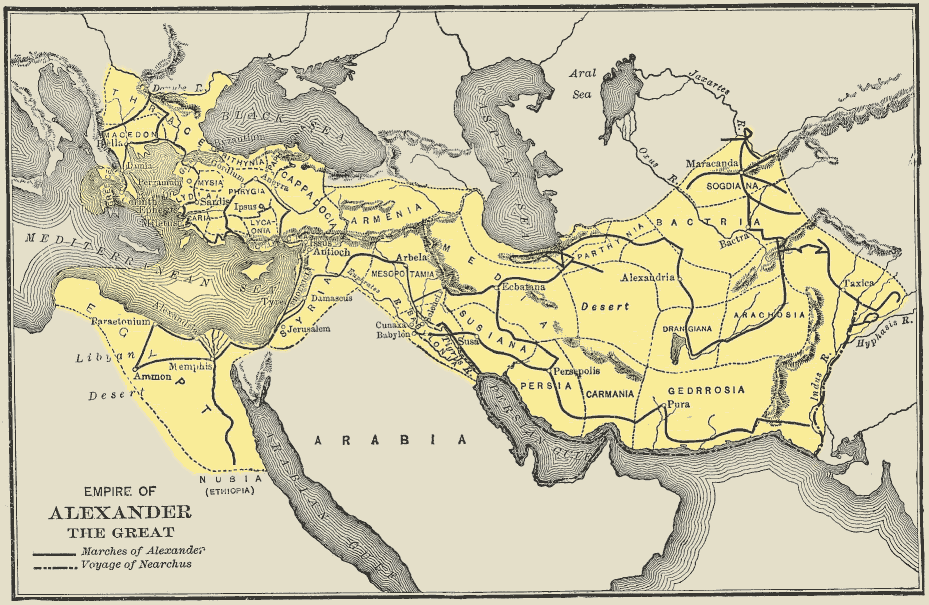
Mappa dell'impero di Alessandro

In seguito all'assassinio di Filippo II (336), toccò a suo figlio Alessandro Magno proseguire il progetto paterno di conquista dell'impero persiano. Prima di poter realizzare il progetto del padre, il nuovo re dovette reprimere la rivolta di Tebe, che venne rasa al suolo (335).

Sedata la rivolta tebana e lasciato Antipatro in Macedonia per controllare l'inquieta situazione greca, Alessandro partì per l'Asia.
Dopo le vittorie del Granico e di Isso, agli inizi del 331, ad Alessandro venne ceduta la regione dell'Egitto; diventato faraone fonda la città di Alessandria, destinata a diventare uno dei più grandi porti dell'antichità.

Nell'autunno del 331 Alessandro sconfisse Dario III a Gaugamela ed occupò Babilonia, Susa e Persepoli, decretando la fine dell'impero persiano. Ormai in fuga, Dario III fu assassinato dai suoi stessi generali nel luglio del 330.
Intanto, in Grecia il reggente Antipatro sconfisse nella battaglia di Megalopoli (331) gli Spartani, che avevano rifiutato di entrare nella Lega di Corinto e di riconoscere l'egemonia macedone.
Alessandro intraprese il progetto di conquista dell'India, ma, dopo aver attraversato l'Indo e vinto il rajah Poro nella battaglia dell'Idaspe, fece ritorno a Babilonia.

Nel giugno del 323 il grande re macedone morì a Babilonia per una febbre di eziologia sconosciuta (malaria o più probabilmente tifo addominale); tramontò così il suo sogno della realizzazione di un impero universale.
La spedizione di Alessandro può essere considerata uno degli eventi epocali nella storia del mondo antico.

Grazie alle sue conquiste, infatti, la civiltà greca si diffuse nel mondo mediterraneo e orientale, ingenerando tali mutamenti culturali da determinare la fine dell'era classica e l'inizio dell'era cosiddetta ellenistica.

## La Grecia ellenistica (IV-II secolo)

### La Grecia sotto il dominio macedone
Alla notizia della morte di Alessandro, Atene si ribellò al dominio macedone, sotto la guida di Demostene e del generale Leostene, formando una coalizione con altre poleis. Antipatro sconfisse i Greci nella battaglia di Crannone (322), mentre la flotta macedone sconfisse quella ateniese presso l'isola di Amorgo (322). Atene dovette accogliere una guarnigione macedone sull'acropoli ed instaurare un regime oligarchico filomacedone guidato da Focione.
Dal momento che Alessandro era morto lasciando un figlio nato postumo, i suoi generali, i diadochi, cioè i successori di Alessandro, si contesero il controllo dell'impero di quest'ultimo. Alcuni, come Antigono I Monoftalmo, miravano alla conservazione dell'unità dell'impero, mentre altri, in particolare Tolemeo e Cassandro erano interessati ad assicurare il proprio dominio su parti dell'impero. La contesa si protrasse per circa quarant'anni al termine dei quali si stabilizzarono tre grandi regni ellenistici, quello dei Tolemei in Egitto, dei Seleucidi in Asia e degli Antigonidi in Macedonia.
La Grecia si trovò alla mercé di questi nuovi regni, molto più potenti delle singole poleis, in particolare della Macedonia. Nel 267 Atene e Sparta si coalizzarono contro Antigono II Gonata nella cosiddetta guerra cremonidea che si concluse nel 262 con la sconfitta delle due poleis e l'introduzione di una guarnigione macedone ad Atene.

Per arginare l'egemonia macedone in Grecia cominciarono a formarsi delle Leghe che raggruppavano più poleis, spesso su base etnica. La prima a costituirsi fu la Lega achea che dal 251 fu guidata da Arato di Sicione, il quale mise in seria difficoltà i Macedoni. Nel 243 gli Achei occuparono Corinto, mentre nel 229 scacciarono la guarnigione macedone da Atene.
Nel frattempo, Sparta stava conoscendo un periodo di rinascita legato soprattutto a due re che riformarono la città permettendole di giocare nuovamente un ruolo importante in Grecia. Tra il 243 ed il 235 Agide IV dette inizio alle riforme, le quali, osteggiate da molti Spartani, furono proseguite da un suo successore, Cleomene III. Quest'ultimo, salito al trono nel 227, dette inizio ad una politica estera aggressiva che mirava alla riconquista della Messenia ed alla ricostituzione della potenza spartana nel Peloponneso.
Allarmato dall'espansione di Sparta, Arato di Sicione, capo della Lega achea, preferì allearsi con la Macedonia per combattere Cleomene III. Nella decisiva battaglia di Sellasia (222), gli Spartani furono sconfitti da Arato e da Antigono III Dosone, reggente del giovane re di Macedonia, Filippo V, e Cleomene fu costretto a fuggire in Egitto.
Poco dopo, la Macedonia dovette combattere una nuova guerra contro i Greci (220-217) che si concluse con la Pace di Naupatto, la quale fu l'ultima pace stipulata tra Greci (inclusi i Macedoni) senza l'intervento di una potenza straniera. Già allora si affacciava sul mondo greco la potenza emergente di Roma che avrebbe giocato un ruolo decisivo nei decenni successivi. Al momento di stipulare la pace, un certo Agelao di Naupatto disse che era opportuno che Greci e Macedoni smettessero di combattere tra loro poiché da occidente si stavano addensando pericolose nubi.

## La conquista romana
Al momento della Pace di Naupatto (217), Roma era già impegnata nella Seconda guerra punica contro Annibale. A partire dal 215 Roma intervenne in Grecia più volte in occasione delle guerre macedoniche a causa dell'alleanza stretta da Annibale con Filippo V di Macedonia. Durante la prima (215-205) il peso della guerra fu sostenuto prevalentemente dalla Lega etolica, alleata di Roma, contro Filippo V.
La seconda guerra macedonica vide invece l'ingresso diretto di Roma in Grecia. Dopo aver ottenuto l'alleanza di Atene, del regno di Pergamo e della Lega etolica, i Romani sbarcarono in Grecia e nel 197 il console Tito Quinzio Flaminino sconfisse Filippo nella battaglia di Cinocefale. La pace che seguì stabilì l'alleanza tra Roma e la Macedonia ed il ritiro di ogni guarnigione macedone dalla Grecia. La libertà della Grecia fu proclamata da Flaminino durante i Giochi istmici di Corinto mandando la folla in delirio. L'anno dopo i Romani evacuarono la Grecia, ma gli Etoli, delusi dalle clausole della pace che giudicavano penalizzanti per sé stessi, assunsero un atteggiamento ostile verso Roma.
In quegli stessi anni, il Peloponneso era nuovamente travagliato dalla guerra tra Sparta, guidata dal tiranno Nabide, e Lega achea, la quale, morto Arato, aveva trovato un nuovo capo in Filopemene. La guerra si concluse nel 192 quando Nabide fu sconfitto ed ucciso, Sparta occupata dagli Achei e costretta ad abolire il suo tradizionale sistema educativo, l'agoghé, per accettare quello acheo.
Nel 193, il re seleucide Antioco III il Grande sbarcò in Grecia deciso a porla sotto la propria egemonia, ma ciò suscitò allarme a Roma, soprattutto poiché al seguito di Antioco III c'era il temuto Annibale, esule da Cartagine. I Romani inviarono il console Manio Acilio Glabrione, il quale sconfisse Antioco nella battaglia delle Termopili, costringendolo ad evacuare la Grecia e tornare in Asia. Fedele all'alleanza con Roma, Filippo V non mosse un dito in aiuto di Antioco III. La Lega etolica, che aveva appoggiato il re seleucide, fu sciolta.
Alla morte di Filippo V, nel 179, salì sul trono di Macedonia il figlio Perseo, il quale desiderava ripristinare l'egemonia macedone sulla Grecia. Nel 172 egli si recò a Delfi con il suo esercito intendendo rivendicare i suoi diritti sulla Grecia. Roma gli dichiarò immediatamente guerra. Il console Lucio Emilio Paolo sconfisse Perseo nella battaglia di Pidna, costringendo Perseo ad abdicare e finire i suoi giorni in esilio in Italia. La Macedonia fu suddivisa in quattro repubbliche che non dovevano avere alcun rapporto tra loro. La Lega achea, che aveva assunto un atteggiamento giudicato poco chiaro da Roma, fu punita con l'invio di numerosi ostaggi in Italia, tra i quali lo storico Polibio. Similmente, Rodi, un'altra alleata di Roma il cui comportamento in guerra fu giudicato ambiguo, fu punita con la creazione di un porto franco a Delo, il quale danneggiò seriamente i commerci di Rodi. La sola alleata di Roma che fu premiata fu Atene che ottenne il controllo dell'isola di Delo (166).

### La battaglia di Corinto
Lo scontento dei Greci verso la politica di Roma crebbe negli anni successivi, ma rimase sotto controllo fino a quando a capo della Lega achea ci fu Callicrate, amico dei Romani. Alla sua morte, nel 150 a.C., i nuovi capi della Lega achea assunsero un atteggiamento apertamente ostile a Roma attendendo il momento giusto per dichiarare guerra. Il momento non tardò. Approfittando della rivolta della Macedonia capeggiata da un certo Andrisco, la Lega achea si ribellò a Roma, ma nel 146 gli Achei furono sconfitti sull'istmo di Corinto dal console Lucio Mummio. Corinto, epicentro della rivolta, fu rasa al suolo, mentre la Grecia e la Macedonia divennero province romane.

## Grecia romana
La regione venne annessa alla Repubblica romana nel 146 a.C., dopo una campagna militare condotta da Lucio Mummio e terminata con la distruzione di Corinto. La Grecia divenne, quindi, un protettorato romano nel 146 a.C., mentre le isole dell'Egeo entrarono a farvi parte nel 133 a.C. La Grecia fu quindi teatro delle guerre civili romane, combattute in Grecia e Macedonia: durante la guerra civile tra Cesare e Pompeo a Farsalo (48 a.C.); durante quella combattuta tra triumviri e cesaricidi a Filippi (42 a.C.); o tra Ottaviano e Antonio ad Azio (31 a.C.). Questo periodo contribuì a far precipitare il mondo greco in un periodo di grande sofferenza e prostrazione, lasciandolo alla fine spopolato e in rovina. Con la creazione del principato da parte di Ottaviano Augusto, in Grecia tornò a regnare pace ed equilibrio e nel 27 a.C. divenne la provincia romana di Acaia. Fu soprattutto sotto il regno del suo successore Tiberio, che la regione conobbe benevolenza e benessere rivolto ai sudditi dell'impero romano. Egli, infatti, ridusse la tassazione alle province di Acaia e Macedonia e per due volte inviò aiuti alle città asiatiche duramente colpite da un terremoto, nel 17 e 27. Questa politica venne perseguita dai suoi successori, tant'è che al tempo di Strabone, Roma ormai si era ellenizzata, senza perdere però la propria identità; i Romani non potevano più essere percepiti come dei barbari dai Greci, quasi che la loro egemonia rappresentasse una minaccia per il mondo greco e ciò fino alla divisione tra impero romano d'Occidente e d'Oriente (395).